# Treinongeval bij Rosmalen

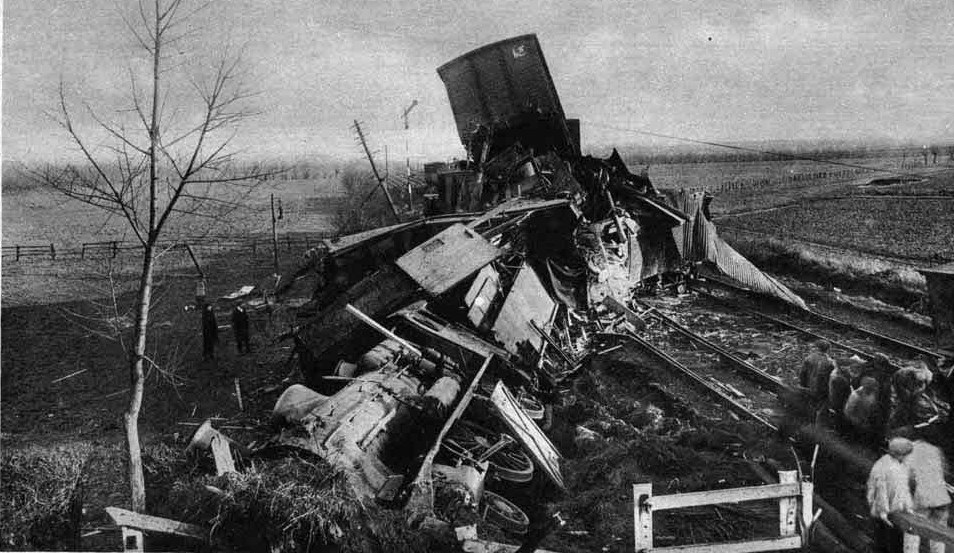
Het treinongeval bij Rosmalen

Het treinongeval bij Rosmalen vond plaats in december 1920 ter hoogte van het voormalige spoorwegstation van Rosmalen. Bij het ongeval reden twee goederentreinen op elkaar en er vielen drie doden.
Een van de goederentreinen stond opgesteld op een zijspoor voor het station van Rosmalen. Deze trein wilde weer op het hoofdspoor rijden. Op dit moment werd de trein geramd door een trein komende uit de richting van Nijmegen. Volgens getuigen had deze trein een "onveilig signaal" genegeerd. Bij het ongeval vonden drie mensen de dood: de hoofdgeleider en twee remmers. Een van hen heeft 11 uur lang zwaargewond onder de puinhopen gelegen voordat hij bevrijd kon worden. Hij overleed kort daarna alsnog in het ziekenhuis.